# Anisotremus moricandi
The brownstriped grunt (Anisotremus moricandi) là một loài cá thuộc họ Haemulidae. Nó được tìm thấy ở Brasil, Colombia, Panama, và Venezuela.